# Phaonia sensitarsis
Phaonia sensitarsis är en tvåvingeart som beskrevs av Barros de Carvalho 1983. Phaonia sensitarsis ingår i släktet Phaonia och familjen husflugor.
Artens utbredningsområde är Peru. Inga underarter finns listade i Catalogue of Life.